# Mu系列運載火箭
Mu系列運載火箭（希腊字母：Μ（Mu），代号“Mu”）是日本開發的一次性使用運載系統，1970年首次發射，2006年退役。其中最大的型號為M-V運載火箭。其上一代为拉姆達系列火箭，下一代为N系列火箭（N-I运载火箭）。

The Mu family of rockets.